# Madelon Hooykaas

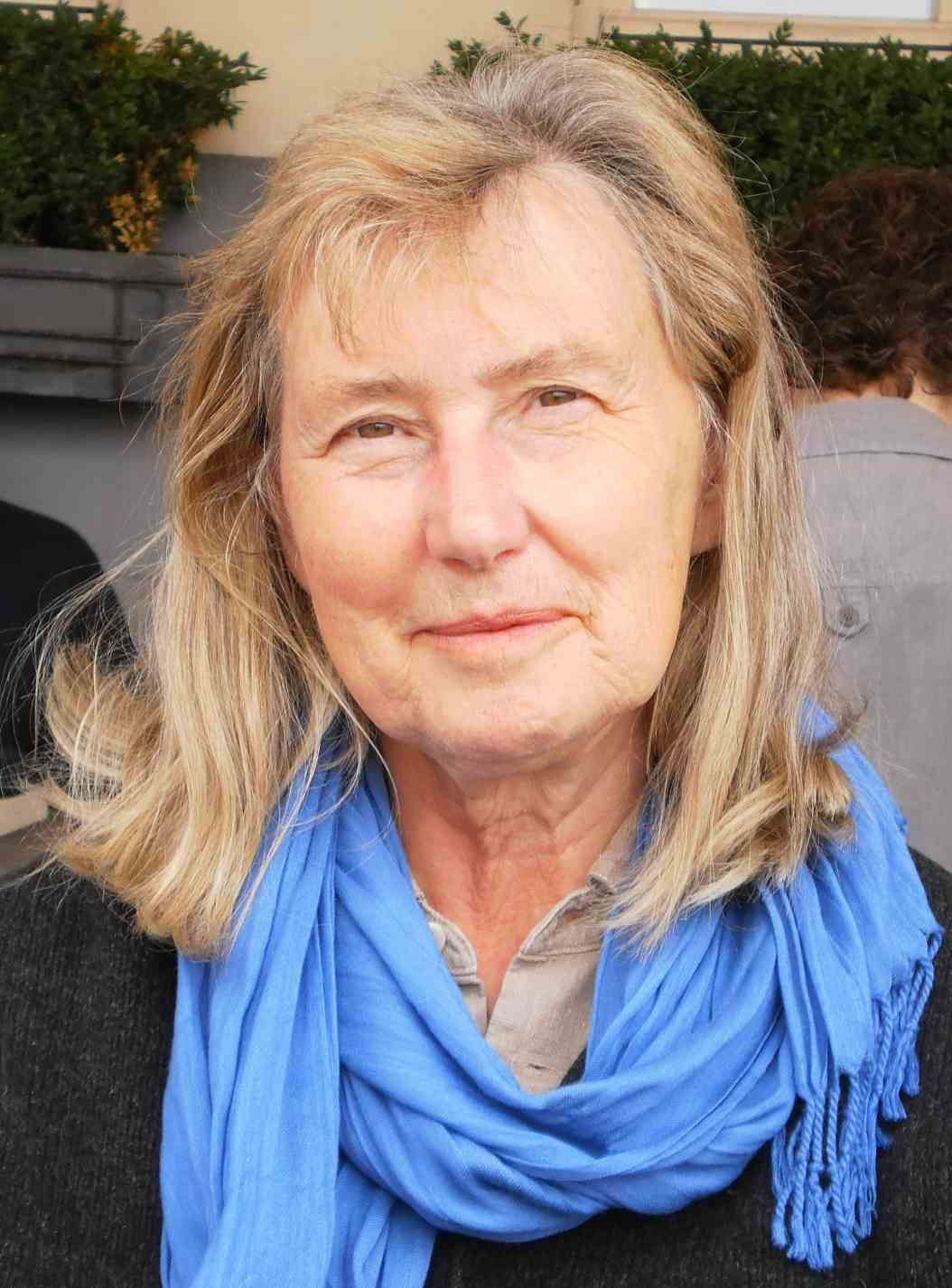
Madelon Hooykaas

Else Madelon Hooykaas (Maartensdijk, 28 september 1942) is een Nederlandse beeldend kunstenaar, fotograaf en filmmaker. Zij maakt films, sculpturen, audio-video-installaties en publiceerde diverse boeken.

## Biografie
Madelon Hooykaas groeide op in Rotterdam. Voordat zij in 1964 naar Parijs vertrok, was zij in de leer bij verschillende Nederlandse fotografen.
In 1966 ontving zij als jonge fotograaf de Europhotprijs als vertegenwoordiger van Nederland, en vertrok voor het fotoproject Along the Pilgrim’s Way to Canterbury – geïnspireerd op Geoffrey Chaucers The Canterbury Tales – naar Engeland en verbleef als gaststudent aan de Ealing School of Art & Design in Londen.
Haar professionele belangstelling gaat uit naar het maken van films en fotografie als middel in de conceptuele kunst, met name in de zogenaamde sequentiefotografie. Zij werkte in Brussel in een filmlaboratorium en in Parijs als filmassistent voordat zij zich vestigde als freelance fotograaf en filmmaker.
In 1968 reisde zij met een beurs van het ministerie van Cultuur voor een jaar naar de Verenigde Staten. In New York was zij assistent van de fotografen Philip Halsman en Bert Stern en kreeg les van de fotografen Gary Winogrand en Joel Meyerowitz. In Californië vormde een ontmoeting met Alan Watts het begin van haar levenslange belangstelling voor het zenboeddhisme.
Terug in Nederland vestigde zij zich in Amsterdam en ging artikelen schrijven voor het tijdschrift Foto, waarvoor zij onder anderen Robert Doisneau en Jacques Henri Lartigue interviewde. Zij werkte korte tijd als portretfotograaf en modefotograaf, en experimenteerde ondertussen met Polaroidfoto’s in combinatie met teksten en vervaardigde zeefdrukken.
In 1970 vertrok zij naar Japan met het plan een aantal fotografen te interviewen en het leven in een zenklooster te ervaren. Als eerste Europese vrouw kreeg zij toestemming in een traditioneel mannenklooster te verblijven en foto’s te maken. In 1971 verscheen het fotoboek Zazen. De teksten hiervoor stelde Hooykaas samen met dichter Bert Schierbeek. Zij verkreeg hiermee grotere naamsbekendheid; een Engelstalige en Duitstalige editie van het boek volgden. Vijf jaar later verschijnt opnieuw een boek Death Shadow, waarvoor Hooykaas de foto’s maakte en Schierbeek een gedicht voor haar schreef.
In 1972 had Madelon Hooykaas solotentoonstellingen met haar Polaroidexperimenten in Il Diaframma in Milaan en in The Photographer’s Gallery in Londen. Haar werk speelt met ruimte en tijd.
Fotowerken van Madelon Hooykaas maken onder meer deel uit van de vaste collectie van Stedelijk Museum Amsterdam, Museum of Modern Art (MoMA) New York, Centre Georges Pompidou/Musée National d’Art Moderne Paris, Bibliothèque Nationale de France (Paris) en de Universiteitsbibliotheek Leiden.
Vanaf 1972 startte ook haar intensieve samenwerking op het gebied van film met de Schotse beeldend kunstenaar Elsa Stansfield, afwisselend in Londen en Amsterdam. Hun eerste film Een van die dagen werd in 1973 door de Nederlandse televisie uitgezonden. 
Onder de naam Stansfield/Hooykaas realiseerden zij als kunstenaarsduo vanaf 1975 hun eerste video-installaties en verwierven zij bekendheid als Europese videopioniers. Tijdens deze 32-jarige samenwerking creëerde het kunstenaarsduo ruim honderdvijftig kunstwerken.
Hun werk gaat over de relatie tussen natuur en spiritualiteit en verkent de wetenschappelijke principes en natuurkrachten als radiogolven en magnetische velden. Hooykaas en Stansfield maken daarbij gebruik van hedendaagse technologie zoals film, audio en video in combinatie met organische materialen als zand, glas en koper.
Werk van Stansfield/Hooykaas is opgenomen in diverse internationale museumcollecties, en werd in Nederland in 1996 bekroond met de Judith Leysterprijs.
De installaties en films van Hooykaas/Stansfield zijn onder meer tentoongesteld in Montreal, Sydney (Biënnale), Chicago, Madrid, Reykjavik, Kassel (Documenta), Museum of Modern Art New York (MoMA), Stedelijk Museum Amsterdam, Bremen, Hannover, Berlijn, Sheffield, Washington D.C., Luzern, Londen (Whitechapel Gallery), Toronto, Hong Kong, Helsinki, Tokio, Stockholm, Gemeentemuseum Den Haag, Dundee en Hafnarfjordur.
Op het Split Film Festival Kroatië kregen zij in 1999 de Grand Prix New Media voor Person to Person (cd-rom).
In 2004 overleed Elsa Stansfield onverwacht. De jaren hierna realiseerde Madelon Hooykaas diverse video-installaties en audiowerken, zowel onder de naam Stansfield/Hooykaas als onder eigen naam, waaronder Daydreaming en Haiku, the Art of the Present Moment geïnspireerd op de poëzie van Matsuo Basho.
In 2009 reisde Madelon Hooykaas opnieuw naar Japan voor een verblijf in een zenklooster. Over dit tweede verblijf maakte zij in 2010 twee films – Zazen nu en Het Pad – en verscheen het fotoboek Zazen nu met een essay van Nico Tydeman.
In 2010 verscheen eveneens het boek Revealing the Invisible – The Art of Stansfield/Hooykaas from Different Perspectives. Dit standaardwerk over het oeuvre van Hooykaas en Stansfield bevat internationale bijdragen van onder anderen Malcolm Dickson, Dorothea Franck, Nicole Gingras, Heiner Holtappels, David F. Peat, Janneke Wesseling en Kitty Zijlmans.
Voor projectruimte De Ketelfactory in Schiedam en C.C.A. in Glasgow (Schotland) maakte Madelon Hooykaas de video-installatie met tekening Mount Analogue (2010) waarvoor ze zich liet inspireren door het boek Le Mont Analogue van René Daumal, en waarover Dorothea Franck het essay Kunst en aandacht – Het beklimmen van Mount Analogue schreef.
Recente exposities en vertoningen van werken van Stansfield/Hooykaas en van Madelon Hooykaas waren te zien in Museum Gouda, C.C.A. en Streetlevel Photoworks in Glasgow, Schotland (2010), Stedelijk Museum Amsterdam (2011), Biennale de Quebec, Canada, Museum voor religieuze kunst in Uden, Japanmuseum SieboldHuis in Leiden en vertoning van Split Seconds in Tate Modern, Londen (2012). In 2014 werd een videowerk van Elsa Stansfield/Madelon Hooykaas vertoond bij 'The Invisible Force Behind' in Imai – inter media art institute tijdens de Quadriennale Düsseldorf.
Op 28 september 2014 werd haar film Zij die zien in het donker, op zoek naar de laatste blinde sjamanen in Japan uitgezonden bij de Boeddhistische Omroep.
Artist in Focus bij het Buddhist Film Festival Europe op 4, 5 en 6 oktober 2014 met de films: Haiku, the Art of the Present Moment, Mount Analogue en Zij die zien in het donker en 20 foto’s van haar recente film in het Eye Filmmuseum in Amsterdam.
Vanaf 2015 ontwikkelde Hooykaas een nieuwe richting met een serie performances, waarbij videoprojectie en tekenen een belangrijke rol speelden. Dit waren de werken Grid, Mount Analogue en de serie Virtual Walls/Real Walls. Deze performance werden opgevoerd in New York, Tokyo, Venetië, Amsterdam, Berlijn, Antwerpen, Perth en Manchester.
In opdracht van het Centraal Museum, Utrecht en Gaudeamus Muziekweek maakten Madelon Hooykaas en Louis Andriessen
(in samenwerking met Malu Peeters) de video installatie Alles is Rond tentoongesteld van 8 september 2019 -19 januari 2020.
In 2023 verscheen een omvangrijke monografie The Artist as Explorer. Madelon Hooykaas, onder redactie van Claire Putten, Eleonoor Jap Sam, Madelon Hooykaas, met internationale bijdragen van Lauren Dyer Amazeen, Jan Bor, Malcolm Dickson, Dorothea Franck, Jacqueline Grandjean, Madelon Hooykaas, Chris Meigh-Andrews, een uitgave van Jap Sam Books.

## Recente werken
- Beauty is in your mind, video, sound, 2024, 2'
- Resilience, video, sound, 2024, 4'
- Rhizome, video, sound, 2023, 3’09’’
- Bee forever, sculpture and video projection, 2022
- Dharma Garden, two screen video, sound, 2022, 8’15”
- Wheel of Life, moving sculpture, 2021
- Echo, 4-channel soundscape, 2021, 7’03”
- Resonance, video, sound, 2021, 7’04”
- To Be or Not to Bee, 2020, video, sound, 2’24”
- FaceTime Buddha, 2020, inter-active sculpture
- In the footsteps of Li Yuan-Chia & Delia Derbyshire, 2020, video, sound by Caro C, 8’43’’
- As above, so below / Zo boven, zo beneden, 2019, video, sound, 4’29”
- Everything is round / Alles is rond, 2019, video-installation with two loop videos and music by Louis Andriessen
- No-Self, 2019, video, sound, 1’’
- Virtual Walls II, 2017, single channel video-loop, sound, 7’26’’
- Virtual Walls I, 2017, single channel video-loop, sound, 7’33’’
- Seeing in the Dark, 2015, two screen audio/video installation, English version, sound, 13’23”/10’11”
- Light, 2015, single channel video, sound, 8’39’’
- Grid, 2015, single channel video, sound, 3’52”
- Connecting the Invisible, 2014, single channel video, sound, 2’
- Underground, 2012, audio/video installation, 4’44’’
- Feeling the Invisible, 2012, single channel video-installation, painting, sound, 6'57"
- Something that seems very far away... Sei Shōnagon, 2012, video sculpture, 5'09"
- Revealing the Invisible II, 2011, drawing, hologram, photo
- Revealing the Invisible I, 2011, triptych, drawing, hologram, photo
- Mount Analogue, 2010, single channel video installation with drawing, 6’48”
- Spiral, 2009, light object for stage set
- Wheel of Life, 2008, single channel video, sound, 2'
- Still Life, 2008, digital photo work
- Tree of Re:vision, 2007, digital photo work
- Haiku, The Art of the Present Moment II, 2007, 2-channel audio/video installation, large scroll
- Haiku, The Art of the Present Moment I, 2007, 2-channel audio/video installation, sculpture in the form of a large book
- Madelon’s Sundog Dance, 2007, single channel video with Sandra Semchuk, 6’
- Listening in the Middle Point, 2006, audio work, 14’
- Winter Solstice, 2006, video projection, 6’48’’
- After Image / After Language II, 2006, sculpture and audio/video installation? 6’
- After Image / After Language I, 2006, site-specific audio/video installation with Chantal DuPont, sound, 17’30’’
- Daydreaming, 2006, video installation, sound, 9'

- Madelon’s Sundog Dance, 2005–2007, Madelon Hooykaas and Sandra Semchuk, single channel video, 6’
- Deep Looking I, 2005, single channel video installation, sound, 30’
- Lichtlijn / Line of Light, commissioned public sculpture, 2005, Schijndel, NL
- Re:vision, 2005, single channel video, Dutch and English version, sound, 30’

## Solo tentoonstellingen en performances
- Haiku, the art of observing, IBASHO Gallery, Antwerp (BE), 23 March - 5 May 2024
- Emptiness and Infinite Space VIII with Jan Bor, Arti et Amiciae, Amsterdam (NL), 1st of March 2024
- Wheel of Life, Echo, Landhuis Oud Amelisweerd, Bunnik (NL), September 24 – December 15, 2023
- To Be or not to Bee, Museum Rijswijk (NL) April 24 - June 12, 2022
- Wheel of Life, Echo, Resonance, Machinery of Me, Arnhem (NL), October 3 – December 19, 2021
- Flying Time by Hooykaas/Stansfield, Ileana Contemporary Art, New Farm, Brisbane (AU), October 1 – 29, 2021
- Everything is round / Alles is rond, Centraal Museum Utrecht (NL), September 5, 2019 –January 20, 2020
- In the footsteps of performance with live electronic sound by Caro C, Manchester Art Gallery (UK), March 6, 2019
- Virtual Walls | Real Walls II performance, Threshold Arts Space, Perth, Scotland (GB), May 14 – July 26, 2018
- Virtual Walls / Real Walls I performance, Scotty, Projektraum für zeitgenössische Kunst und experimentelle Medien, Berlin (G), February 23, 2018
- Virtual Walls II performance, Oude Kerk, Amsterdam (NL), December 21, 2017
- Labyrinth of Lines by Hooykaas/Stansfield, MuHKA Museum of Contemporary Art Antwerp (B), October 19 - November 21, 2017
- Grid performance MuHKA Museum of Contemporary Art Antwerp (B), October 19 – November 21, 2017
- Virtual Walls I performance, Archivio Emily Harvey Foundation, Venice (IT), September 28, 2017
- Seeing the dark, installation, and Grid performance, Experimental Intermedia, New York (US), March 13, 2015
- Inspiration and Transformation performance and screening, Sakaiki (Yotsuya sanchome) Tokyo (JP), June 1, 2014
- Seeing in the Dark – Searching for the last blind Shamans in Japan’, Haiku - the Art of the Present Moment, Mount Analogue and photographs of Seeing in the Dark, Artist in Focus at European Buddhist Film Festival, Eye Film Museum, Amsterdam (NL), October 3 – 5, 2014
- Transformation/Inspiration exhibition with Keiko Sato, Japan Museum SieboldHuis, Leiden (NL), September 16 – November 25, 2012
- Reflection works by Madelon Hooykaas and by Hooykaas/Stansfield at Locus Solus Gallery, Antwerp (B), October 20 – November 17, 2012

## Groepstentoonstellingen
- Jan Mankes. Silence and struggle with Bee Forever by Madelon Hooykaas, Museum Arnhem, Arnhem (NL), 25 January until 22 June 2025
- From the Archive.Videos from 50 Years of Künstlerhaus Bethanien with Flying Time by Hooykaas/Stansfield, Künstlerhaus Bethanien, Berlin (DE), 24 May – 16 June 2024
- Museum of Memory. Aanwinsten van de afgelopen vijf jaar with Museum of Memory VII by Hooykaas/Stansfield, Museum Arnhem, Arnhem (NL), 28 April - 18 August 2024
- Making New Worlds: Li Yuan-chia and Friends with several works by Madelon Hooykaas and Hooykaas/Stansfield, Kettle’s Yard, Cambridge (GB), 11 November 2023 – 18 February 2024
- Communal Enthusiasm – 75 years Jan van Eyck Academy with Flying Time by Hooykaas/Stansfield, Jan van Eyck Academy, Maastricht (NL), 15 September – 15 December 2023
- People Powered: Stories from the River Tees with Horizontal Flow by Hooykaas/Stansfield, MIMA Middlesbrough Institute of Modern Art, Middlesborough (GB), 22 July 2023 – 7 January 2024
- Dreamachine with As above, so below, Sailors’ House of Culture, Saint-Petersburg (RU), December 2 – 16, 2022
- Consequences, Art and Activism in a Nuclear Age with Feeling the invisible, Out of the Blue Drill Hall, Edinburgh, Scotland (GB), August 16 – September 3, 2022
- The remains of 100 days… Documenta and the Lenbachhaus with Point of Orientation by Hooykaas/Stansfield, Lenbachhaus, Munchen (DE), July 19, 2022 – May 21, 2023
- Meta-Landscapes, Representations and Perceptions with As above, so Below, Valletta Contemporary Art Gallery, Valetta (MT), April 28 – June 25, 2022
- The World After: Conversation Pieces, with To Be or not to Bee, De Oude Kerk, Amsterdam, (NL), September 19, 2020 – January 3, 2021
- De Ketelfactory 10 jaar with Still, De Ketelfactory, Schiedam (NL), January 26 – July 14, 2019
- Speech Acts: Reflection-Imagination-Repetition with Point in Time by Hooykaas/Stansfield at Manchester Art Gallery, Manchester (GB), 25 May 2018 – 22 April 2019.
- Women from Museum Gouda / Vrouwen van Museum Gouda with Compass by Hooykaas/Stansfield, Museum Gouda, Gouda (NL), May 13, 2018 – January 27, 2019
- Please Turn Us On Part II with What’s it to you by Hooykaas/Stansfield, Gallery of Modern Art, Glasgow (UK), April 8 – May 31, 2017
- Please turn us on with What’s it to you, Gallery of Modern Art, Glasgow, Scotland (GB), July 28, 2016 – 22 January 2017
- Reports from the Year of the Monkey performance Grid by Madelon Hooykaas, and works by Saskia Janssen and Emily Bates at Punt WG, Amsterdam (NL), April 30, 2016
- The 1980s. Today’s Beginnings? An alternativeView on the 1980s with work by Hooykaas/Stansfield, Van Abbe Museum, Eindhoven (NL), April 16 – September 25, 2016
- Meditation with ‘Mount Analogue’ and ‘Light’, Museum for Religious Art, Uden, October 3, 2015 – January 3, 2016
- 365 Zeit-An-Sagen im Lichtjahr with new audio work, Ruine der Kunste, Berlin (DE), September 6 – December 31, 2015
- Collection Exhibition Contemporary Art with See through Lines by Hooykaas/Stansfield,  Bonnefanten Museum, Maastricht (NL), January 30 – September 20, 2015
- The Invisible Force behind Materiality in Media Art with The Force Behind its Movement by Hooykaas/Stansfield, NRW-Forum Düsseldorf (DE), April 5 – August 8, 2014
- Dual Thinking/Duo Denken’ with 5 works by Hooykaas/Stansfield, Landgoed Anningahof, Zwolle (NL), October 12 – November 13, 2013
- The Tree in Nature, Culture and Religion with website Wishing tree by Hooykaas/Stansfield, Museum for Religious Art, Uden (NL), June 16 – November 11, 2012
- Biennale de Quebec with Hearing Voices by Hooykaas/Stansfield, l'Espace 400, Quebec City (CA), May 3 – June 3, 2012

## Verwijzingen
1. ↑  Else Madelon Hooykaas (foto's en dagboek) en Bert Schierbeek (essay), (1971): Zazen, N. Kluwer, Deventer; een  Duitstalige editie verscheen in 1972 bij Otto Wilhelm Barth Verlag, Weilheim Obb, BRD; en een Engelstalige editie verscheen in 1974 bij Omen Press, Tucson, Arizona, USA.
2. ↑  Else Madelon Hooykaas / Bert Schierbeek, (1976): Death Shadow, Fiz-Subverspress, Alkmaar. Het gedicht ‘Death Shadow’[voor Else Madelon Hooykaas] verscheen tevens in Bert Schierbeek, (2004): De gedichten, de Bezige Bij, Amsterdam, pp. 522-528.
3. ↑  Else Madelon Hooykaas ‘Vita in Sequenza’ in Il Diaframma no. 172, May 1972, p. 7.
4. ↑  Else Madelon Hooykaas ‘Time, an Abstract Symbol’ in Creative Camera no 99, September 1972, London, pp. 318-319.
5. ↑  Madelon Hooykaas foto’s en dagboek en Nico Tydeman essay, (2010): Zazen nu - Het dagelijks leven in een Japans zensklooster, Ankh-Hermes, Deventer.
6. ↑  Revealing the Invisible - The Art of Stansfield/Hooykaas from Different Perspectives, Edited by Madelon Hooykaas and Claire van Putten, (2010), de Buitenkant, Amsterdam.
7. ↑  Dorothea Franck, (2011): ‘Kunst en aandacht – Het beklimmen van Mount Analogue’ in Stansfield/Hooykaas - Revealing the Invisible, De Ketelfactory, Schiedam, pp. 19-29.
8. ↑  http://quadriennale-duesseldorf.de/english/programme/the_invisible_force_behind.html
9. ↑  Gearchiveerde kopie. Gearchiveerd op 27 oktober 2020. Geraadpleegd op 21 oktober 2020.

- Bibliothèque nationale de France: cb14967707j (data)
- Gemeinsame Normdatei: 119391120
- International Standard Name Identifier: 0000 0001 1871 5491
- Library of Congress Control Number: n79115256
- Nationale bibliotheek van Australië: 35134082
- Nederlandse Thesaurus van Auteursnamen: 070560455
- PIC: 388682
- RKD-Nederlands Instituut voor Kunstgeschiedenis: 39653
- SNAC: w6jd5n14
- Système universitaire de documentation: 151177031
- Trove: 837022
- Union List of Artist Names: 500373449
- Virtual International Authority File: 54956947
- WorldCat: E39PBJxWP8Kf7qtFH6JDrwBwYP